# Mohamed Diongue
Mohamed Diongue (* 30. März 1946 in Dakar, Französisch-Westafrika, heute Senegal; † 9. Mai 2012) war ein senegalesischer Fußballspieler.

## Karriere
Diongue begann seine Profikarriere 1968 beim französischen Erstligisten Olympique Nîmes. Dort kam er aber nur zweimal zum Einsatz und wechselte nach einem halben Jahr zum SO Montpellier in die zweite Liga, kehrte aber im Sommer 1969 nach Nîmes zurück. In Nîmes konnte er sich daraufhin etablieren und erzielte insgesamt neun Tore, bis er im Oktober 1970 zum Zweitligisten AC Arles ging. 1971 beendete er seine Karriere, in der er 33 Erstligaspiele absolvierte und neun Tore erzielte.